# غوردون جاكسون
غوردون جاكسون (بالإنجليزية: Gordon Jackson)‏ هو سياسي بريطاني، ولد في 5 أغسطس 1948 في المملكة المتحدة. حزبياً، نشط في حزب العمال. وقد في الانتخابات النيابية العمومية الاسكتلندية 2003 ‏، انتخب عضو البرلمان الاسكتلندي الثاني ‏ عن دائرة Glasgow Govan (Scottish Parliament constituency) ‏ وقد انضم خلال فترته النيابية ‏ (1 مايو 2003 – 2 أبريل 2007) للكتلة البرلمانية حزب العمال الاسكوتلندي ‏ وفي الانتخابات النيابية العمومية الاسكتلندية 1999 ‏، انتخب عضو البرلمان الاسكتلندي الأول ‏ عن دائرة Glasgow Govan (Scottish Parliament constituency) ‏ وقد انضم خلال فترته النيابية ‏ (6 مايو 1999 – 31 مارس 2003) للكتلة البرلمانية حزب العمال الاسكوتلندي ‏.